# Dopady evropské migrační krize v Severní Makedonii

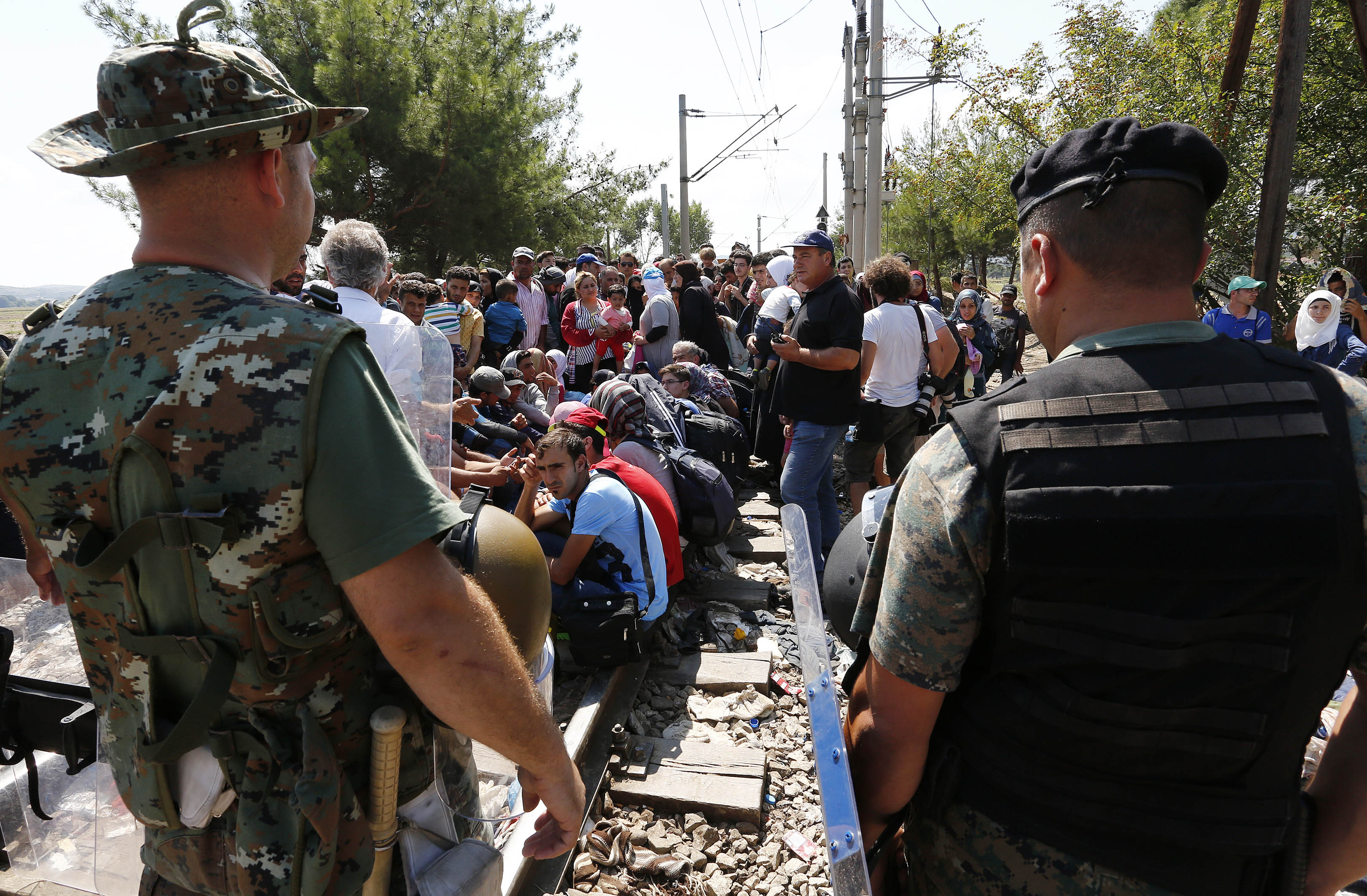
V srpnu 2015 makedonská vláda na několik dní uzavřela hranici s Řeckem

Severní Makedonie leží již od počátku takzvané evropské migrační krize na Balkánské trase, kterou do Evropské unie přichází největší množství migrantů. Tamní vláda výstavbou makedonského pohraničního plotu a uzavřením části jižní hranice s Řeckem od listopadu 2015 reguluje počet migrantů vstupujících do země.

## Vývoj krize v roce 2015
Severní Makedonie leží na nejvytíženější Balkánské migrační trase. Hlavní proud ekonomických migrantů a uprchlíků z Řecka do Srbska prochází v Makedonii přes hlavní dopravní tahy, které směřují ze jihu na sever. V létě roku 2015 se počet migrantů začal zvyšovat a do země přicházelo přes 2 000 migrantů denně; v závěru srpna 2015 se počet imigrantů zvýšil na 3 000 lidí za den. Z této skutečnosti obvinili makedonští političtí představitelé Řecko, které podle nich svou jižní přímořskou ani severní hranici nekontrolovalo a organizovaně migranty převáželo ze všech řeckých ostrovů právě na hranici s Makedonií. Během září a října pak přicházelo do Makedonie nejvíce migrantů, kolem 7 000 lidí denně.

## Opatření na hranici s Řeckem

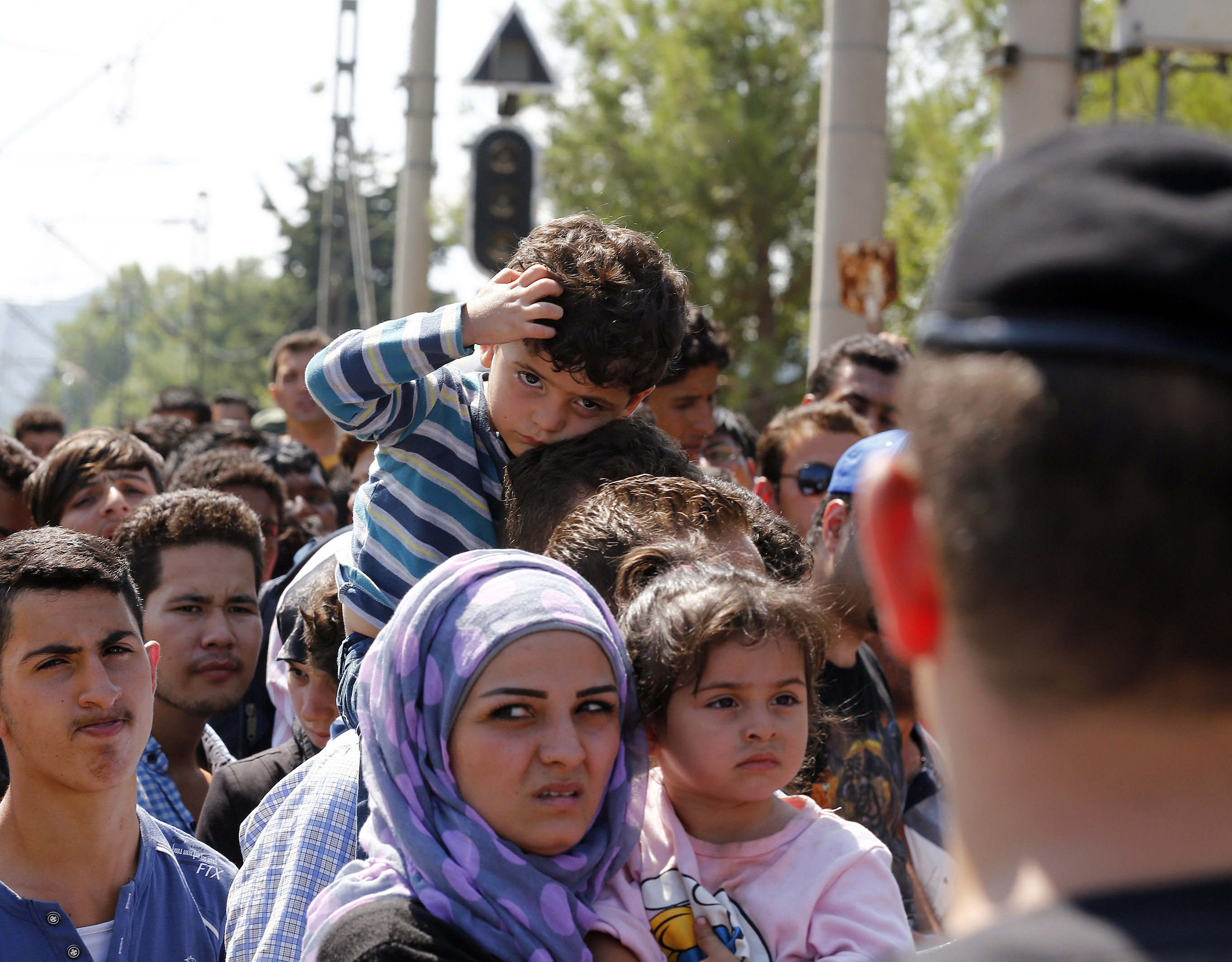
Uprchlíci při krátkodobém uzavření makedonsko-řecké hranice v létě 2015

Koncem srpna se pokusila Makedonie uzavřít hranici s Řeckem pomocí policie a armády, ale migranti po několika dnech hraniční bariéru prolomili. Makedonská vláda na konci září prodloužila výjimečný stav v příhraničních oblastech, který platí minimálně do června 2016. Během října přicházelo do země až 8 000 migrantů denně a situace se stávala se těžko zvladatelnou. Dne 19. listopadu 2015 začaly makedonské ozbrojené složky pouštět na své území pouze uprchlíky z Afghánistánu, Sýrie a Iráku, ostatní považují za ekonomické migranty bez práva na azyl. Vlivem toho docházelo na hranici k opakovaným vzpourám migrantů a vyhrocené situaci, která se částečně zlepšila poté, co byli někteří imigranti odvezeni do Athén, kde mohli požádat o azyl. Dne 28. listopadu byla zahájena výstavba makedonského pohraničního plotu na části zelené hranice s Řeckem, dne 10. prosince bylo rozhodnuto o jeho prodloužení a v únoru byla stavěna druhá linie plotu, aby byl pro migranty téměř nepřekonatelný. Po dokončení měl plot 50 kilometrů a cílem stavby bylo podle tamních představitelů zabránit migrantům od vstupu do země.

### Uzavření makedonsko-řecké hranice
Někteří političtí zástupci střední Evropy se v únoru roku 2016 vyjádřili pro myšlenku vytvoření záložní hraniční linie právě na makedonsko-řeckých a také bulharsko-řeckých hranicích. Na přelomu února a března 2016 začali makedonští policisté a vojáci pouštět do země jen několik desítek migrantů denně a o několik dnů později byla hranice uzavřena úplně. V blízkosti řecko-makedonského hraničního přechodu Idomeni – Gevgelija se z tohoto důvodu nahromadilo přes 12 000 imigrantů, což vedlo ke kritické humanitární situaci. Dne 26. března začala vláda Řecka, kde se celkem nahromadilo až 50 000 migrantů, svážet běžence od uzavřené hranice s Makedonií do Atén, díky čemuž se začala situace zlepšovat. Snahy o uklidnění napjaté situace na makedonsko-řecké hranici ale svými činy opakovaně narušovali někteří aktivisté, kteří např. pomáhali imigrantům v nelegálním překonávání hranice přes řeku Vardar nebo rozšiřovali lživé fámy o znovuotevření hranice.[zdroj⁠?!]